# Anacyclus radiatus
Anacyclus radiatus é uma espécie de planta com flor pertencente à família Asteraceae. 
A autoridade científica da espécie é Loisel., tendo sido publicada em Fl. Gall. 2: 583. 1807.
Os seus nomes comuns são pão-posto, pão-bem-posto, pimposo ou pimposto-branco.

## Portugal
Trata-se de uma espécie presente no território português, nomeadamente em Portugal Continental e no Arquipélago dos Açores.
Em termos de naturalidade é nativa de Portugal Continental e introduzida no Arquipélago dos Açores.

## Protecção
Não se encontra protegida por legislação portuguesa ou da Comunidade Europeia.